# Grand Prix automobile du Japon 2013
GP précédent GP suivant
Le Grand Prix automobile du Japon 2013 (2013 Formula 1 Japanese Grand Prix), disputé le 13 octobre 2013 sur le circuit de Suzuka, est la 893e épreuve du championnat du monde de Formule 1 courue depuis 1950. Il s'agit de la vingt-neuvième édition du Grand Prix du Japon comptant pour le championnat du monde de Formule 1, la vingt-cinquième disputée à Suzuka et la quinzième manche du championnat 2013. 
Si les Red Bull-Renault sont à nouveau au-dessus du lot en qualifications, Sebastian Vettel, victime d'un problème avec son système électronique de récupération d'énergie, doit s'incliner pour la première fois de la saison devant son coéquipier Mark Webber qui obtient la douzième pole position de sa carrière ; sa précédente pole position remontait à plus d'un an, au Grand Prix de Corée 2012. Lewis Hamilton réalise le troisième temps devant Romain Grosjean. La troisième ligne de la grille de départ est occupée par Felipe Massa et Nico Rosberg qui précèdent Nico Hülkenberg et Fernando Alonso. Kimi Räikkönen, en cinquième ligne, s'élance aux côtés de Jenson Button
Auteur d'un très bon départ qui lui permet de sortir du premier virage en tête, Romain Grosjean mène la course durant les douze premiers tours, puis du quinzième au vingt-huitième tour. Il s'incline ensuite face à la supériorité des Red Bull-Renault et se classe troisième à l'arrivée, en difficulté avec son dernier train de pneus. 
Mark Webber, unique pilote engagé sur une stratégie à trois arrêts, subit à nouveau la domination de son coéquipier Sebastian Vettel qui gagne son cinquième Grand Prix consécutif, le neuvième de la saison et le trente-cinquième de sa carrière. Fernando Alonso, quatrième, conserve mathématiquement ses chances de remporter le titre mondial. L'Espagnol devance Kimi Räikkönen qui consolide sa troisième place au classement du championnat en finissant devant les deux Sauber de Nico Hülkenberg et Esteban Gutiérrez : le pilote mexicain inscrit les premiers points de sa jeune carrière en Formule 1; suivent pour les points, Nico Rosberg, Jenson Button et Felipe Massa.
Au championnat du monde, Vettel, avec 297 points, possède désormais quatre-vingt-dix points d'avance sur Fernando Alonso (207 points) et, à quatre Grands Prix de la fin du championnat, n'a plus que dix points à marquer pour conquérir un quatrième titre mondial consécutif. Kimi Räikkönen (177 points), reste troisième devant Lewis Hamilton (151 points) ; suivent Mark Webber (148 points) et Nico Rosberg avec 126 points. 
Au classement des constructeurs, Red Bull Racing, en tête avec 445 points, précède la Scuderia Ferrari (297 points) et Mercedes Grand Prix (287 points) ; suivent Lotus (264 points), McLaren (83 points), Force India (62 points), Sauber (45 points), qui passe devant Toro Rosso (31 points) et Williams (1 point). Neuf des onze écuries engagées au championnat ont marqué des points, Caterham et Marussia n'en ayant pas encore inscrit.

## Essais libres

### Première séance, le vendredi de 10 h à 11 h 30
| Pos. | Pilote           | Voiture          | Chrono         | Écart     |
| ---- | ---------------- | ---------------- | -------------- | --------- |
| 1    | Lewis Hamilton   | Mercedes         | 1 min 34 s 157 |           |
| 2    | Nico Rosberg     | Mercedes         | 1 min 34 s 487 | + 0 s 330 |
| 3    | Sebastian Vettel | Red Bull-Renault | 1 min 34 s 768 | + 0 s 611 |
| 4    | Mark Webber      | Red Bull-Renault | 1 min 34 s 787 | + 0 s 630 |
| 5    | Felipe Massa     | Ferrari          | 1 min 35 s 126 | + 0 s 969 |
| 6    | Fernando Alonso  | Ferrari          | 1 min 35 s 157 | + 0 s 997 |

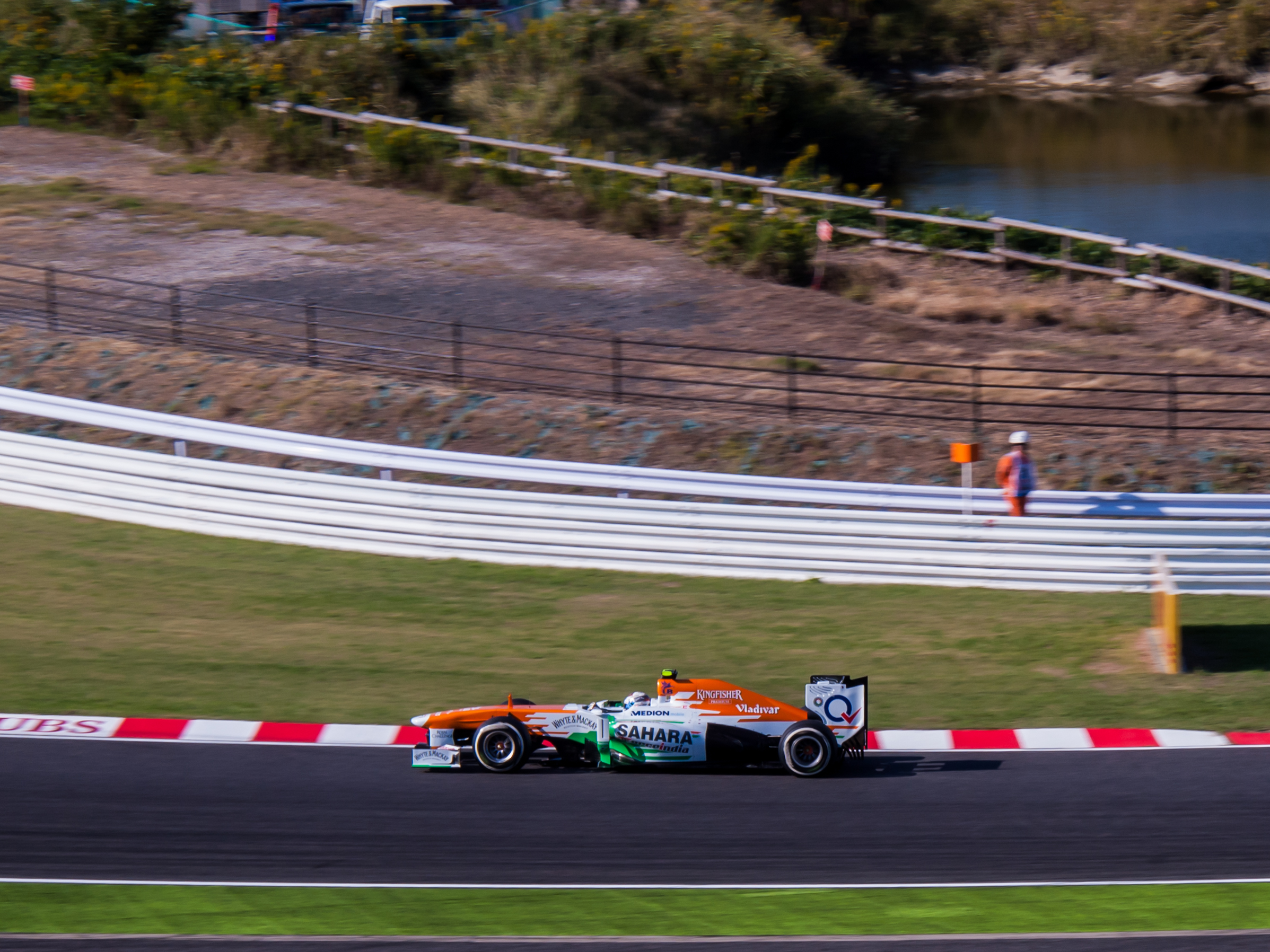
Adrian Sutil à Suzuka en 2013.

La température ambiante est de 28 °C et la piste est à 36 °C au début de la première séance d'essais libres du Grand Prix du Japon. Après un premier tour d'installation de l'ensemble des pilotes, il faut attendre vingt minutes pour que Pastor Maldonado fixe le temps de référence en 1 min 36 s 969 et puis améliore en 1 min 36 s 178. Sergio Pérez s'empare ensuite du meilleur temps provisoire en 1 min 35 s 450 quand Jules Bianchi sort dans le virage no 9, à la sortie de Degner, et écrase sa Marussia MR02 contre un mur de pneumatiques ; le Français s'en sort indemne mais sa séance d'essais n'aura duré que huit tours,,. 
Mark Webber améliore en 1 min 35 s 208 et devance Kimi Räikkönen. Alors que la séance est entamée depuis plus d'une demi-heure, Romain Grosjean, Sebastian Vettel, Fernando Alonso et les deux pilotes Mercedes sont toujours dans leurs stands. Felipe Massa passe en tête en 1 min 35 s 126 mais est rapidement battu par Nico Rosberg qui effectue ses premiers tours (1 min 34 s 495). Il devance alors Sebastian Vettel et Hamilton qui entrent également en piste,,. 
Nico Rosberg améliore en deux temps (1 min 34 s 864 et 1 min 34 s 495) mais Hamilton est encore plus véloce (1 min 34 s 251, 1 min 34 s 178, 1 min 34 s 157, meilleur temps de la séance). Alors qu'il effectue ses premiers tours de roue, Romain Grosjean se plaint du comportement du train arrière de sa monoplace ; il se hisse toutefois à la septième place. Sous le drapeau à damier, Hamilton devance son coéquipier Rosberg ; suivent Vettel, Webber, Massa, Alonso, Grosjean et Räikkönen,,. 
À vingt minutes de la fin de séance, Giedo van der Garde perd le contrôle de sa monoplace et termine sa séance dans le bac à graviers de Degner tandis Pastor Maldonado perd sa roue arrière gauche dans Spoon. L'équipe Williams F1 Team déclare que la roue a été mal serrée mais recherche toujours la raison. Les commissaires sportifs de la FIA notent que le deuxième système de retenue, obligatoire depuis le Grand Prix de Singapour, n'a pas joué son rôle. En raison du caractère « très grave pour la sécurité des autres pilotes » de l'incident, Williams écope d'une amende de 60 000 euros,,,. 
- Heikki Kovalainen, pilote essayeur chez Caterham F1 Team, remplace Charles Pic lors de cette séance d'essais.

### Deuxième séance, le vendredi de 14 h à 15 h 30
| Pos. | Pilote           | Voiture          | Chrono         | Écart     |
| ---- | ---------------- | ---------------- | -------------- | --------- |
| 1    | Sebastian Vettel | Red bull-Renault | 1 min 33 s 852 |           |
| 2    | Mark Webber      | Red bull-Renault | 1 min 34 s 020 | + 0 s 168 |
| 3    | Nico Rosberg     | Mercedes         | 1 min 34 s 114 | + 0 s 262 |
| 4    | Kimi Räikkönen   | Lotus-Renault    | 1 min 34 s 202 | + 0 s 350 |
| 5    | Romain Grosjean  | Lotus-Renault    | 1 min 34 s 411 | + 0 s 559 |
| 6    | Lewis Hamilton   | Mercedes         | 1 min 34 s 442 | + 0 s 590 |

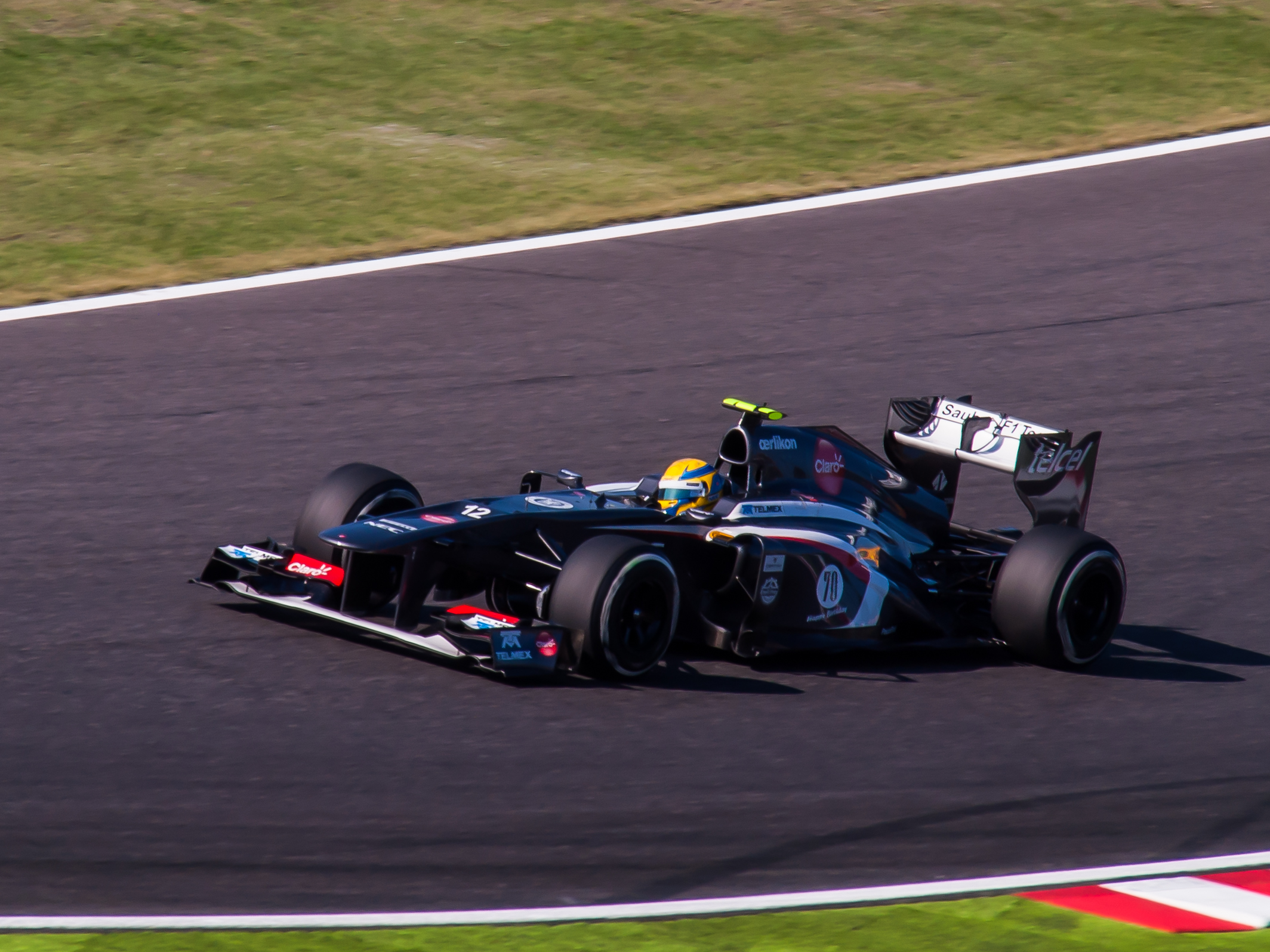
Esteban Gutiérrez à Suzuka en 2013.

La température ambiante est de 29 °C et la piste est à 40 °C au départ de la deuxième séance d'essais libres. En raison des importantes réparations à effectuer sur sa monoplace après son accident lors de la première séance d'essais, Jules Bianchi ne peut prendre la piste. Daniel Ricciardo fixe le temps de référence en 1 min 35 s 920,,,. 
Romain Grosjean se porte en tête en 1 min 35 s 816, Sebastian Vettel améliore en 1 min 34 s 746 et Nico Rosberg prend le commandement en 1 min 34 s 690. Vettel reprend les rênes en 1 min 34 s 487 quand Pastor Maldonado sort dans la deuxième partie de Degner et tape le mur de pneus. Fernando Alonso part également en tête-à-queue dans cette même courbe en attaquant lourdement le vibreur mais parvient à éviter le mur. Alors qu'il reste encore une heure et quart, Sergio Pérez perd le contrôle de sa McLaren à l'entrée de Spoon et tape le mur assez violemment. Plusieurs sorties de piste ou grosses glissades ont eu lieu dans Degner et Spoon, parmi lesquelles celles de Romain Grosjean, Lewis Hamilton et Max Chilton ; Kimi Räikkönen finit la séance dans le bac à graviers de la courbe Dunlop,,.
À moins d'une heure du drapeau à damier, les pneus tendres font leur apparition en piste. Ainsi chaussé, Mark Webber prend la tête en 1 min 34 s 020 mais est vite relayé en tête du classement par son coéquipier Vettel qui, en 1 min 33 s 852, établit le meilleur temps de la séance. Durant la seconde moitié de la session, les équipes évaluent le niveau de performance des monoplaces selon les charges en carburant et avec les pneus tendres,,.

### Troisième séance, le samedi de 11 h à 12 h
| Pos. | Pilote          | Voiture          | Chrono         | Écart     |
| ---- | --------------- | ---------------- | -------------- | --------- |
| 1    | Mark Webber     | Red Bull-Renault | 1 min 32 s 053 |           |
| 2    | Lewis Hamilton  | Mercedes         | 1 min 32 s 187 | + 0 s 134 |
| 3    | Nico Rosberg    | Mercedes         | 1 min 32 s 355 | + 0 s 302 |
| 4    | Romain Grosjean | Lotus-Renault    | 1 min 32 s 707 | + 0 s 654 |
| 5    | Fernando Alonso | Ferrari          | 1 min 32 s 800 | + 0 s 747 |
| 6    | Felipe Massa    | Ferrari          | 1 min 32 s 815 | + 0 s 762 |

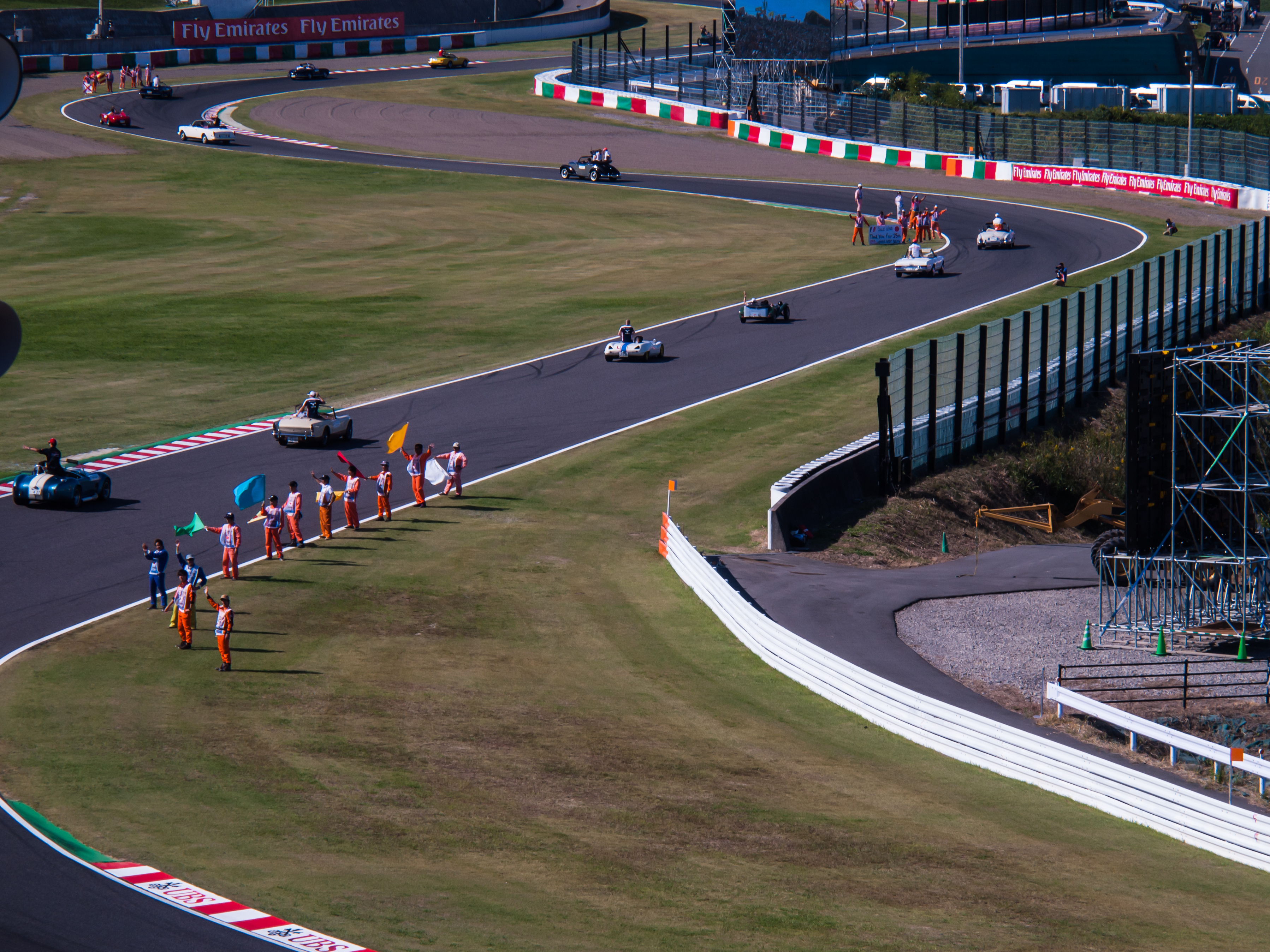
La parade des pilotes à Suzuka en 2013.

La température ambiante est de 25 °C au départ de la troisième séance d'essais libres. Les pilotes s'élancent très vite pour un premier tour d'installation et, après seulement quelques minutes, Kimi Räikkönen fixe le temps de référence en 1 min 33 s 741. Son coéquipier Romain Grosjean, également en pneus durs et malgré une légère sortie de piste dans la chicane, le relaie en tête du classement en pneus durs en 1 min 33 s 232 puis cède le commandement à Mark Webber en 1 min 32 s 722 ; Sebastian Vettel semble moins en verve et bloque longuement ses roues sur un freinage. Nico Hülkenberg casse un échappement sur sa Sauber dès ses premières minutes en piste,,. 
À la mi-séance, Romain Grosjean passe le premier en pneus tendres et se replace en tête du classement en 1 min 32 s 707 lorsque Adrian Sutil sort de la piste et tape légèrement un mur de pneus à la sortie de Spoon. L'Allemand perd le museau de sa Force India qui ne semble pas lourdement touchée,,. 
À dix minutes de la fin de la séance, Grosjean devance Webber, Räikkönen, Vettel et les deux pilotes Mercedes. Vettel perd de nombreuses minutes dans son stand pour procéder à des vérifications sur son SREC quand son coéquipier Webber, en 1 min 32 s 053, réalise le meilleur temps de la session,,.
À l'issue de la séance, Nico Rosberg écope de sa deuxième réprimande de la saison. Les commissaires de course estiment qu'il a roulé de manière trop lente, à moins de 90 km/h, et sans avoir choisi de trajectoire claire dans la ligne droite précédant le 130R alors que Charles Pic arrivait à pleine vitesse.

## Séance de qualifications

### Résultats des qualifications

#### Session Q1
Adrian Sutil est sorti de la piste lors de la dernière séance d'essais libres et a endommagé sa boîte de vitesses. Son équipe ayant procédé à son remplacement, l'Allemand écope d'une pénalité d'un recul de cinq places sur la grille de départ.
Il fait beau et chaud au départ de la séance qualificative avec 24 °C dans l’air et 36 °C en piste. Dans le garage Sauber, alors qu'Esteban Gutiérrez est installé dans sa monoplace et consulte les moniteurs en attendant de prendre la piste, un feu se déclare à l'arrière de la Sauber C32. Le Mexicain s'extrait de sa voiture et les flammes sont rapidement maîtrisées ; l'incident n'aura finalement aucune incidence sur la session de qualification Gutiérrez,,.
Les pilotes s'élancent en piste dès son ouverture et Jenson Button fixe le temps de référence en 1 min 32 s 606. Dix minutes plus tard, Fernando Alonso prend la tête en 1 min 32 s 371 alors que ni les Red Bull Racing ni la Marussia de Jules Bianchi n'ont pris la piste,,. 
Vettel et Webber s'élancent enfin au moment où Lewis Hamilton s'empare du meilleur temps en 1 min 32 s 340. Si Vettel boucle son premier tour lancé en 1 min 32 s 397, son coéquipier Webber frappe encore plus fort en passant en tête dès sa première tentative grâce à un tour en 1 min 32 s 271. Alors qu'il reste encore cinq minutes dans cette séance, la Toro Rosso STR8 de Jean-Éric Vergne s'enflamme en piste et la direction de course sort le drapeau rouge pour permettre son évacuation,,. 
À la reprise, et bien qu'il ne reste que trois minutes, les pilotes se relancent tous sauf les cinq premiers du classement que sont Webber, Hamilton, Alonso, Vettel et Button. Nico Rosberg passe en tête en 1 min 32 s 244 mais Felipe Massa améliore en 1 min 31 s 994. Finalement, Romain Grosjean établit le meilleur temps de la première phase qualificative en 1 min 31 s 824. Les six pilotes éliminés sont Jules Bianchi et son coéquipier Max Chilton, Giedo van der Garde et son coéquipier Charles Pic, Jean-Éric Vergne et Adrian Sutil,,.

#### Session Q2
Les deux pilotes Williams F1 Team atteignent la deuxième phase de qualification pour la première fois depuis le Grand Prix de Hongrie, profitant notamment des soucis d'Adrian Sutil et de Jean-Éric Vergne dont les freins en feu ont provoqué l'interruption de la phase précédente des qualifications,,.
Les deux Lotus F1 Team prennent la piste en pneus durs pour une première tentative et Kimi Räikkönen fixe le temps de référence en 1 min 32 s 020, devançant son coéquipier Romain Grosjean de 59 millièmes de seconde. Lewis Hamilton, en pneus tendres, passe en tête en 1 min 31 s 852 et Fernando Alonso, également chaussé, améliore en 1 min 31 s 828 ; Jenson Button tourne à moins d'un dixième d'Alonso,,.
Finalement, Sebastian Vettel, en 1 min 31 s 290, établit le meilleur temps avec une marge de 6 dixièmes de seconde sur son plus proche rival. À trois minutes de la fin, alors que Daniel Ricciardo prend la piste pour la première fois, Webber réalise le deuxième temps en 1 min 31 s 513. Les six pilotes éliminés sont Paul di Resta, Valtteri Bottas et son coéquipier Pastor Maldonado, Sergio Pérez, Esteban Gutiérrez et Daniel Ricciardo,,.

#### Session Q3

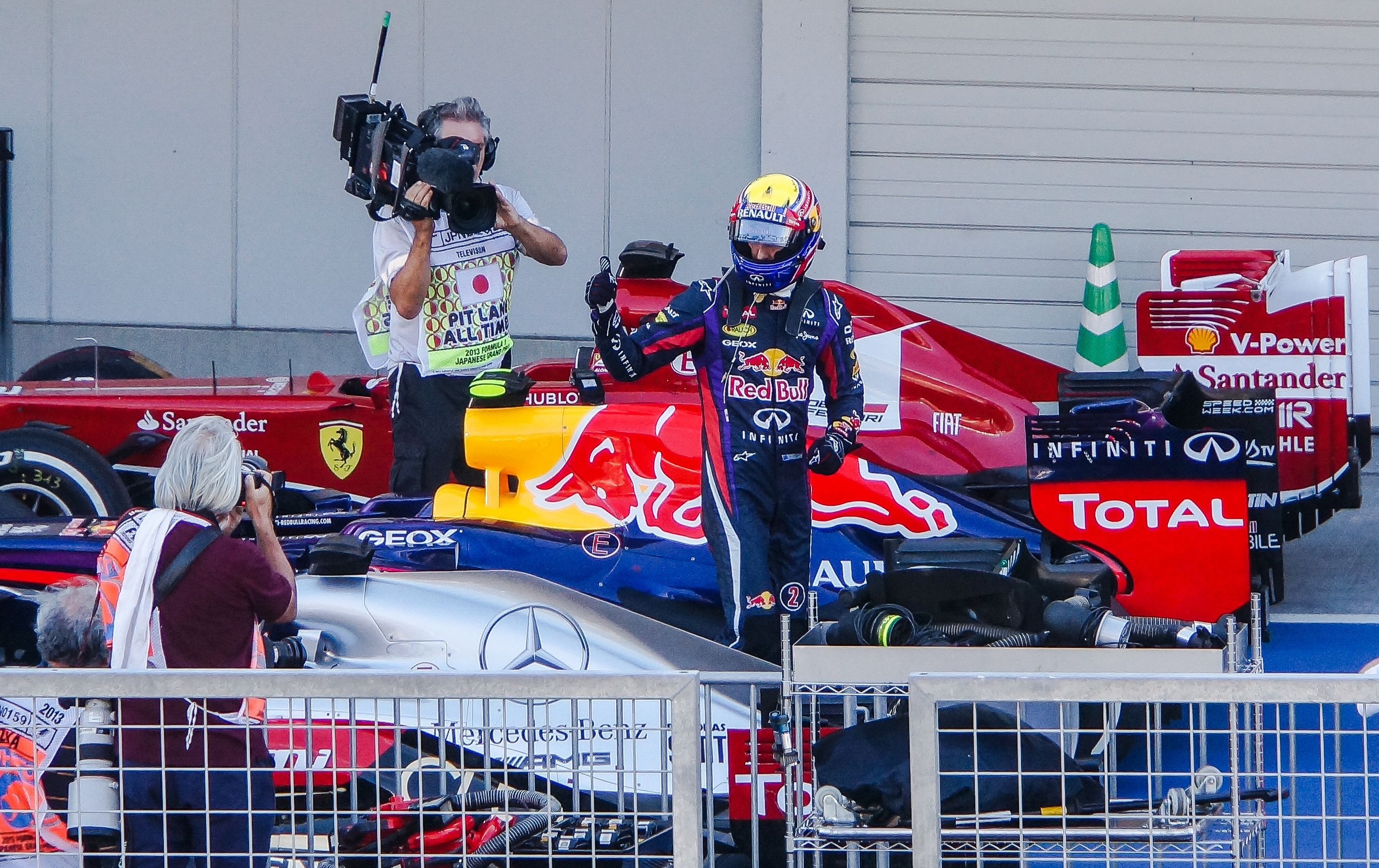
Mark Webber dans le parc fermé après avoir réalisé la pole position.

Sebastian Vettel, toujours handicapé par un problème de SREC, prend toutefois la tête de la séance en 1 min 31 s 312 dès son premier tour lancé. Son coéquipier Mark Webber améliore immédiatement en 1 min 30 s 975. Deux autres pilotes seulement bouclent une première tentative ; Fernando Alonso est troisième à cinq dixièmes de seconde de Vettel tandis que Lewis Hamilton concède une seconde à Webber après avoir commis une erreur de pilotage,,.
À trois minutes du drapeau à damier, tous les pilotes sont en piste. Vettel récupère l'usage de son système de récupération de l'énergie cinétique au freinage et améliore son temps (1 min 31 s 089) sans pour autant battre son coéquipier. Hamilton réalise le troisième temps devant Romain Grosjean. La troisième ligne de la grille revient à Felipe Massa et Nico Rosberg. Alonso est huitième, devancé par Nico Hülkenberg tandis que Kimi Räikkönen est neuvième devant Jenson Button,,. 
Mark Webber réalise la douzième pole position de sa carrière, sa première de la saison. La dernière pole position de Webber remontait au Grand Prix de Corée 2012,,.
À l'issue de la qualification, Charles Pic est pénalisé d'un drive-through pour la course du lendemain. Le Français est puni par les commissaires de course pour être sorti des stands alors que le feu était encore rouge : « La voiture 20 a franchi la ligne de sortie des stands à 14 h 17 min 10 s alors que le feu était au rouge à partir de 14 h 17 min 05 s. » Charles Pic a donc l'obligation d'effectuer un passage par la voie des stands dans les cinq premiers tours de la course,,.

### Grille de départ
| Pos.                                                                                      | Pilote              | Écurie               | Qualifications 1 | Qualifications 2 | Qualifications 3 |
| ----------------------------------------------------------------------------------------- | ------------------- | -------------------- | ---------------- | ---------------- | ---------------- |
| 1                                                                                         | Mark Webber         | Red Bull-Renault     | 1 min 32 s 271   | 1 min 31 s 513   | 1 min 30 s 915   |
| 2                                                                                         | Sebastian Vettel    | Red Bull-Renault     | 1 min 32 s 397   | 1 min 31 s 290   | 1 min 31 s 089   |
| 3                                                                                         | Lewis Hamilton      | Mercedes             | 1 min 32 s 340   | 1 min 31 s 636   | 1 min 31 s 253   |
| 4                                                                                         | Romain Grosjean     | Lotus-Renault        | 1 min 31 s 824   | 1 min 31 s 565   | 1 min 31 s 365   |
| 5                                                                                         | Felipe Massa        | Ferrari              | 1 min 31 s 994   | 1 min 31 s 668   | 1 min 31 s 378   |
| 6                                                                                         | Nico Rosberg        | Mercedes             | 1 min 32 s 244   | 1 min 31 s 764   | 1 min 31 s 397   |
| 7                                                                                         | Nico Hülkenberg     | Sauber-Ferrari       | 1 min 32 s 465   | 1 min 31 s 848   | 1 min 31 s 644   |
| 8                                                                                         | Fernando Alonso     | Ferrari              | 1 min 32 s 371   | 1 min 31 s 828   | 1 min 31 s 665   |
| 9                                                                                         | Kimi Räikkönen      | Lotus-Renault        | 1 min 32 s 377   | 1 min 31 s 662   | 1 min 31 s 684   |
| 10                                                                                        | Jenson Button       | McLaren-Mercedes     | 1 min 32 s 606   | 1 min 31 s 838   | 1 min 31 s 827   |
| 11                                                                                        | Sergio Pérez        | McLaren-Mercedes     | 1 min 32 s 718   | 1 min 31 s 989   |                  |
| 12                                                                                        | Paul di Resta       | Force India-Mercedes | 1 min 32 s 286   | 1 min 31 s 992   |                  |
| 13                                                                                        | Valtteri Bottas     | Williams-Renault     | 1 min 32 s 613   | 1 min 32 s 013   |                  |
| 14                                                                                        | Esteban Gutiérrez   | Sauber-Ferrari       | 1 min 32 s 673   | 1 min 32 s 063   |                  |
| 15                                                                                        | Pastor Maldonado    | Williams-Renault     | 1 min 32 s 875   | 1 min 32 s 093   |                  |
| 16                                                                                        | Daniel Ricciardo    | Toro Rosso-Ferrari   | 1 min 32 s 804   | 1 min 32 s 485   |                  |
| 17                                                                                        | Adrian Sutil        | Force India-Mercedes | 1 min 32 s 890   |                  |                  |
| 18                                                                                        | Jean-Éric Vergne    | Toro Rosso-Ferrari   | 1 min 33 s 357   |                  |                  |
| 19                                                                                        | Max Chilton         | Marussia-Cosworth    | 1 min 34 s 320   |                  |                  |
| 20                                                                                        | Charles Pic         | Caterham-Renault     | 1 min 34 s 556   |                  |                  |
| 21                                                                                        | Giedo van der Garde | Caterham-Renault     | 1 min 34 s 879   |                  |                  |
| 22                                                                                        | Jules Bianchi       | Marussia-Cosworth    | 1 min 34 s 958   |                  |                  |
| Temps minimal à réaliser pour la qualification : 1 min 38 s 251 (107 % de 1 min 31 s 824) |                     |                      |                  |                  |                  |

- Adrian Sutil, dix-septième temps des qualifications, est pénalisé de 5 places sur la grille pour avoir changé de boîte de vitesses. Il s'élance donc vingt-deuxième et dernier[16].
- Charles Pic, vingtième temps des qualifications, et Jules Bianchi, vingt-deuxième temps des qualifications, sont pénalisés de dix places sur la grille pour avoir reçu trois réprimandes. À la suite de la pénalité de Sutil, Pic part de la vingtième place et Bianchi de la vingt-et-unième[28].

## Course

### Déroulement de l'épreuve

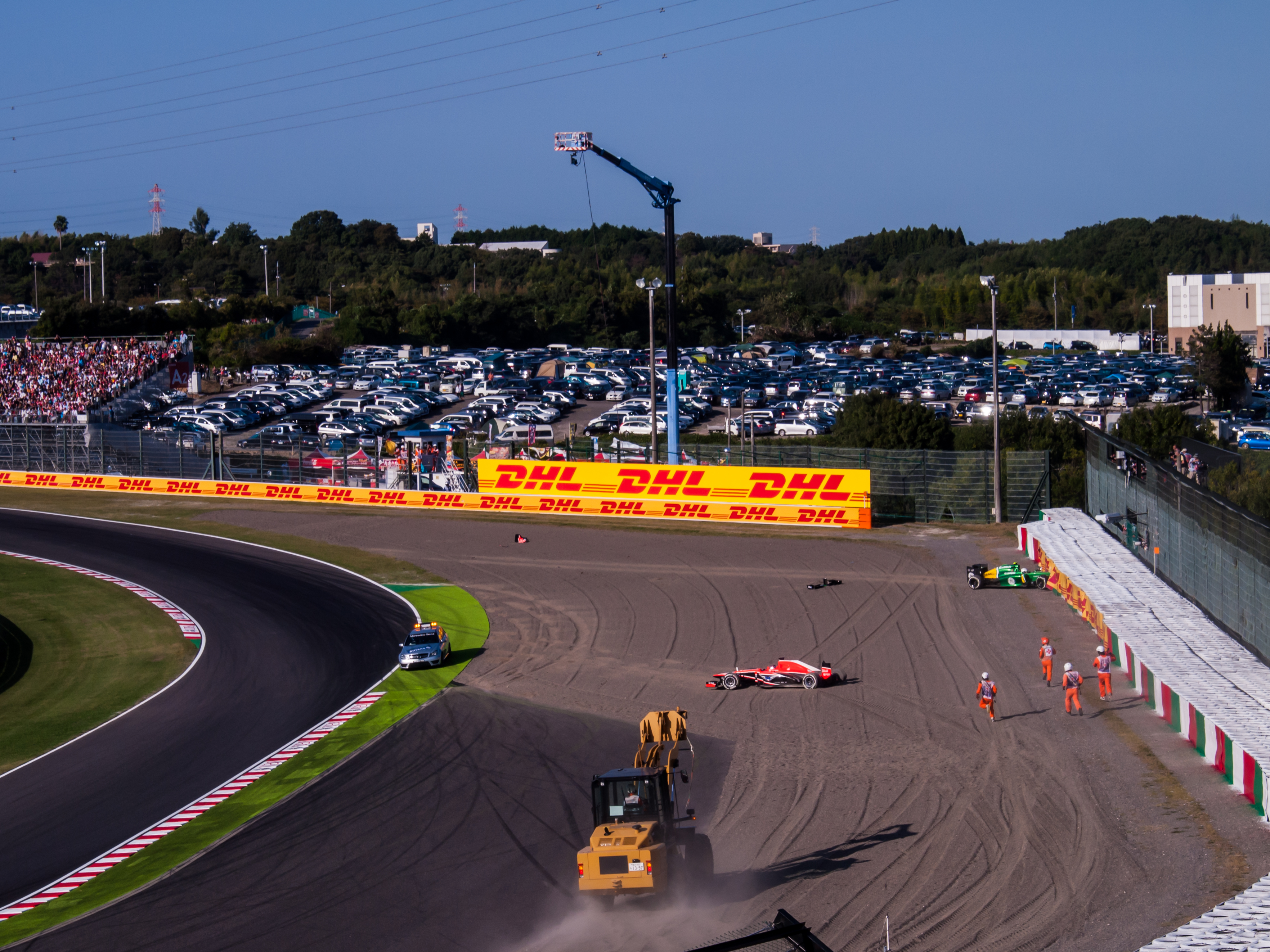
L'accident de Bianchi et Van der Garde au départ.

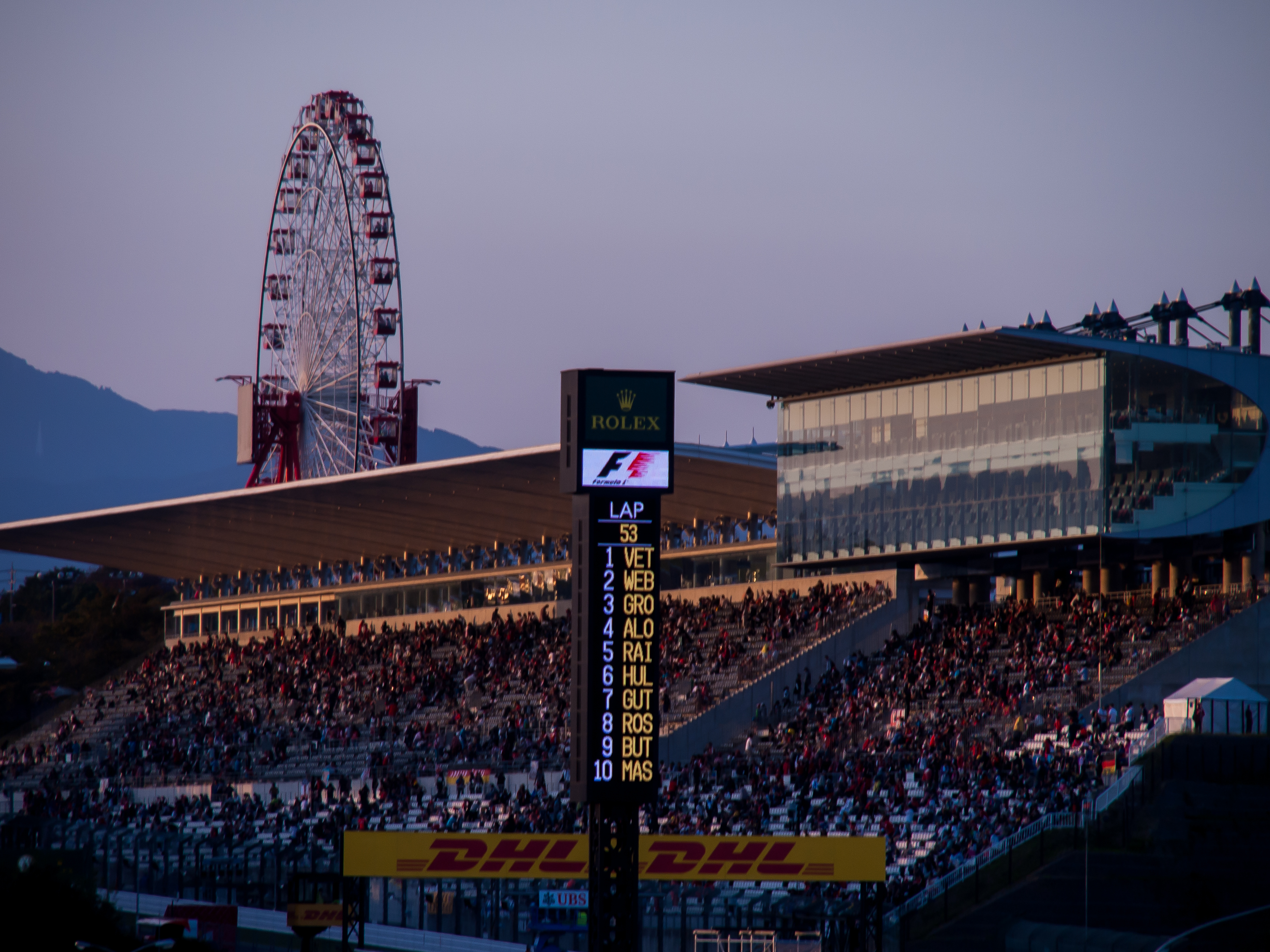
La tour des résultats de Suzuka.

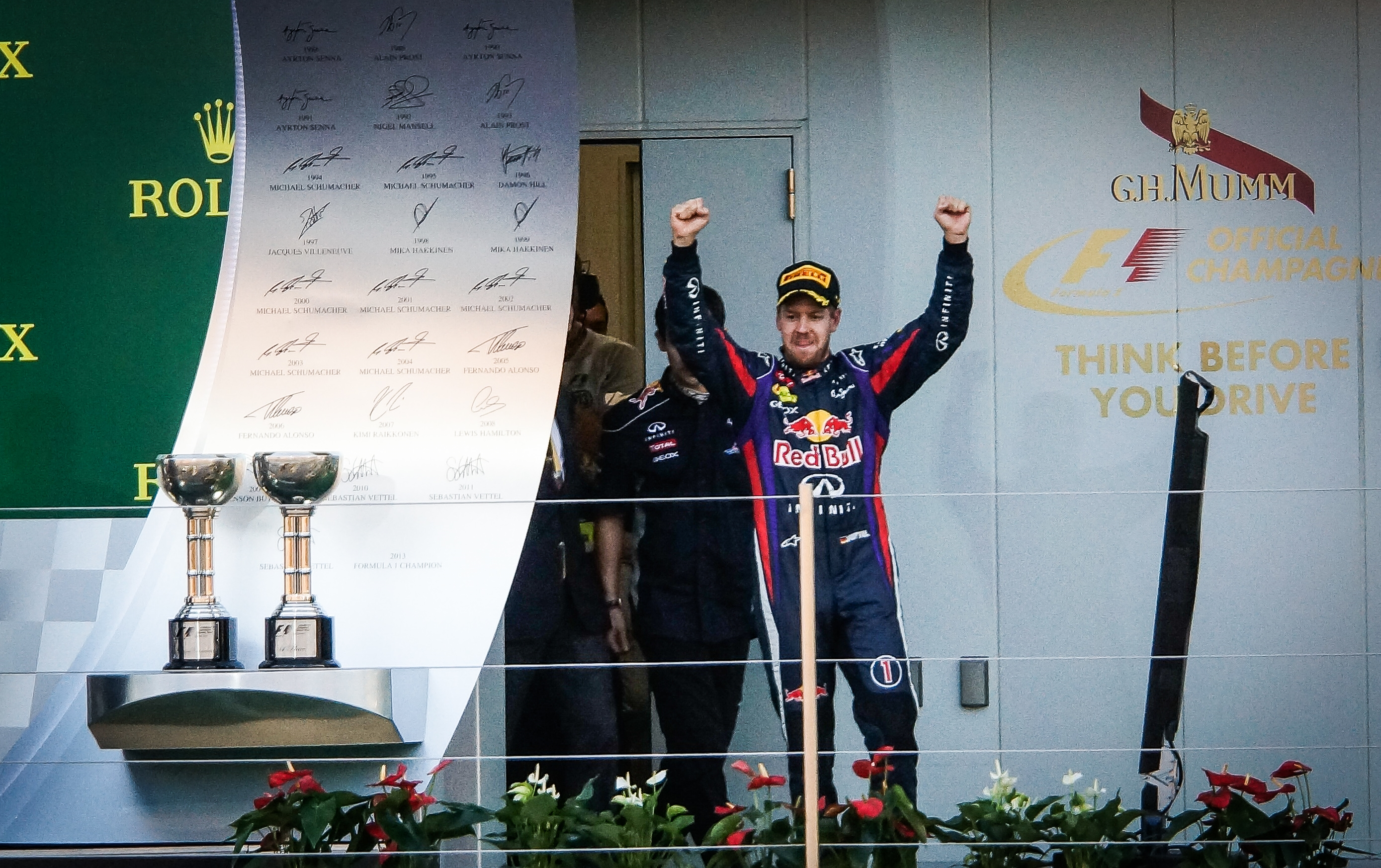
Vettel sur le podium du Grand Prix du Japon 2013.

Il fait beau et chaud, avec 24 °C dans l'air et 36 °C en piste, à quelques instants du départ. Tous les pilotes font le choix de s'élancer en pneus tendres, à l'exception de Daniel Ricciardo et Charles Pic. Les Red Bull sont en première ligne, Mark Webber devançant Sebastian Vettel. À l'extinction des feux, Romain Grosjean prend un excellent départ du côté droit de la piste et se retrouve en tête dès le premier virage. Dans le même temps, Lewis Hamilton, en pleine piste, réussit également un bon départ et se place entre les deux Red Bull Racing. Toutefois, le Britannique est touché à l'arrière par l'aileron avant de Vettel et crève instantanément. Giedo van der Garde et Jules Bianchi se touchent dans le premier virage et finissent tous deux dans le bac à graviers,,.
Au premier passage sur la ligne de chronométrage, Grosjean devance Webber, Vettel, Nico Rosberg, Felipe Massa, Fernando Alonso, Nico Hülkenberg, Sergio Pérez, Esteban Gutiérrez, Jenson Button, Kimi Räikkönen, Paul di Resta, Valtteri Bottas et Daniel Ricciardo. Au sixième passage, le Français possède 3 secondes d'avance sur Vettel, 8 s sur Rosberg, 9 s sur Massa et 10 s sur Alonso. Le stand Red Bull demande à Webber de ne pas talonner son rival mais plutôt d'attendre l'approche du premier changement de pneumatiques pour l'attaquer. Räikkönen dépasse alors Button pour le gain de la dixième place,,. 
Lewis Hamilton abandonne dans le huitième tour à cause de dommages trop importants sur son fond plat causés par son accrochage du départ. Button, Bottas et Sutil changent les premiers leurs pneus dans le neuvième tour ; Gutiérrez et Maldonado rentrent au suivant ; Hülkenberg di Resta, Webber, Massa, Räikkönen, Grosjean, Rosberg, Pérez, Alonso et Vettel entre le onzième et le quinzième tour. Rosberg est mal relâché par son équipe et manque d'accrocher Pérez ; il écope d'un drive-though. Au dix-neuvième passage, Alonso passe son coéquipier Massa et menace directement Hülkenberg. Les deux pilotes en lutte passent Daniel Ricciardo dans la boucle suivante, l'Australien étant le dernier à passer par les stands, au vingt-deuxième tour,,. 
À l'issue de cette vague d'arrêts où les pilotes ont passé des pneus durs, Grosjean devance Webber (qui réalise le meilleur tour en course) de 2 secondes ; suivent Vettel à 5 s, Hülkenberg et Alonso à 27 s, Massa à 32 s, Räikkönen à 33 s, puis Gutiérrez, Pérez, Rosberg, Button et Bottas. Auteur du meilleur tour au vingt-troisième passage, Webber se rapproche de plus en plus de Grosjean juste avant la seconde fenêtre d'arrêts aux stands ; au tour suivant, il peut utiliser son aileron arrière mobile puisqu'il n'est plus qu'à huit dixièmes de seconde,,. 
Button s'arrête une deuxième fois au vingt-quatrième au tour ; Rosberg, Webber, di Resta, Bottas, Sutil, Massa, Maldonado, Grosjean, Hülkenberg, Max Chilton, Alonso, Gutiérrez, Pérez et Raikkonen entre le vingt-cinquième et le trente-et unième tour. Charles Pic procède à son arrêt au trente-septième tour et Vettel, sur une stratégie décalée, attend jusqu'au trente-huitième tour pour passer les pneus durs avec lesquels il finira la course ; ses pneus sont dès lors plus frais de huit tours que ceux de Grosjean. Massa est pénalisé par un drive-through pour vitesse excessive dans les stands,,. 
À l'issue des arrêts aux stands, Webber, qui doit encore s'arrêter une fois, possède 14 secondes d'avance sur Grosjean, 16 s sur Vettel, 46 s sur Hülkenberg, 50 s sur Alonso et Räikkönen et 55 s sur Rosberg ; suivent Button, Gutiérrez et Massa. Rosberg change ses pneus au quarantième tour et Button au suivant, au moment où Vettel lance une attaque gagnante sur Grosjean pour s'emparer de la seconde place. Il compte 15 secondes de retard sur son coéquipier Webber qui doit encore s'arrêter une dernière fois. L'Australien stoppe deux boucles plus tard pour chausser des pneus tendres frais et ressort troisième derrière Vettel désormais en tête de la course et Grosjean,,. 
La fin de course est difficile pour le Français qui ne peut pas suivre le rythme de Vettel tandis que Webber, en pneus tendres neufs pour son dernier relais, lui reprend une seconde au tour. Dans le même temps, Fernando Alonso prend l'avantage sur Nico Hülkenberg. À deux tours de l'arrivée, Grosjean cède aux assauts de Webber. Sebastian Vettel remporte sa cinquième victoire consécutive de la saison et devance Webber et Grosjean. Alonso, en terminant quatrième, conserve encore mathématiquement des chances de remporter le championnat du monde. Suivent Räikkönen, Hülkenberg, Gutiérrez qui marque ses premiers points en championnat du monde, Rosberg, Button et Massa,,.

### Classement de la course
| Pos. | no | Pilote              | Écurie               | Tours | Temps/Abandon                      | Grille | Points |
| ---- | -- | ------------------- | -------------------- | ----- | ---------------------------------- | ------ | ------ |
| 1    | 1  | Sebastian Vettel    | Red Bull-Renault     | 53    | 1 h 26 min 49 s 301 (212,484 km/h) | 2      | 25     |
| 2    | 2  | Mark Webber         | Red Bull-Renault     | 53    | + 7 s 129                          | 1      | 18     |
| 3    | 8  | Romain Grosjean     | Lotus-Renault        | 53    | + 9 s 910                          | 4      | 15     |
| 4    | 3  | Fernando Alonso     | Ferrari              | 53    | + 45 s 605                         | 8      | 12     |
| 5    | 7  | Kimi Räikkönen      | Lotus-Renault        | 53    | + 47 s 325                         | 9      | 10     |
| 6    | 11 | Nico Hülkenberg     | Sauber-Ferrari       | 53    | + 51 s 615                         | 7      | 8      |
| 7    | 12 | Esteban Gutiérrez   | Sauber-Ferrari       | 53    | + 1 min 11 s 630                   | 14     | 6      |
| 8    | 9  | Nico Rosberg        | Mercedes             | 53    | + 1 min 12 s 023                   | 6      | 4      |
| 9    | 5  | Jenson Button       | McLaren-Mercedes     | 53    | + 1 min 20 s 821                   | 10     | 2      |
| 10   | 4  | Felipe Massa        | Ferrari              | 53    | + 1 min 29 s 263                   | 5      | 1      |
| 11   | 14 | Paul di Resta       | Force India-Mercedes | 53    | + 1 min 38 s 572                   | 12     |        |
| 12   | 18 | Jean-Éric Vergne    | Toro Rosso-Ferrari   | 52    | + 1 tour                           | 17     |        |
| 13   | 19 | Daniel Ricciardo    | Toro Rosso-Ferrari   | 52    | + 1 tour                           | 16     |        |
| 14   | 15 | Adrian Sutil        | Force India-Mercedes | 52    | + 1 tour                           | 22     |        |
| 15   | 6  | Sergio Pérez        | McLaren-Mercedes     | 52    | + 1 tour                           | 11     |        |
| 16   | 16 | Pastor Maldonado    | Williams-Renault     | 52    | + 1 tour                           | 15     |        |
| 17   | 17 | Valtteri Bottas     | Williams-Renault     | 52    | + 1 tour                           | 13     |        |
| 18   | 20 | Charles Pic         | Caterham-Renault     | 52    | + 1 tour                           | 20     |        |
| 19   | 23 | Max Chilton         | Marussia-Cosworth    | 52    | + 1 tour                           | 18     |        |
| Abd. | 10 | Lewis Hamilton      | Mercedes             | 7     | Dégradations sur le fond plat      | 3      |        |
| Abd. | 21 | Giedo van der Garde | Caterham-Renault     | 0     | Accrochage avec Bianchi            | 19     |        |
| Abd. | 22 | Jules Bianchi       | Marussia-Cosworth    | 0     | Accrochage avec Van der Garde      | 21     |        |

### Pole position et record du tour
Mark Webber réalise la douzième pole position de sa carrière, sa première au Japon et sa première de la saison.
- Pole position :  Mark Webber (Red Bull-Renault) en 1 min 30 s 915 (229,942 km/h)[33].
- Meilleur tour en course :  Mark Webber (Red Bull-Renault) en 1 min 34 s 587 (221,016 km/h) au quarante-quatrième tour[34].

### Tours en tête
- Romain Grosjean : 26 tours (1-12 / 15-28)[35]
- Sebastian Vettel : 22 tours (13-14 / 29-37 / 43-53)
- Mark Webber : 5 tours (38-42)

## Classements généraux à l'issue de la course
| Pos. | Pilote            | Écurie               | Points |
| ---- | ----------------- | -------------------- | ------ |
| 1    | Sebastian Vettel  | Red Bull-Renault     | 297    |
| 2    | Fernando Alonso   | Ferrari              | 207    |
| 3    | Kimi Räikkönen    | Lotus-Renault        | 177    |
| 4    | Lewis Hamilton    | Mercedes             | 161    |
| 5    | Mark Webber       | Red Bull-Renault     | 148    |
| 6    | Nico Rosberg      | Mercedes             | 126    |
| 7    | Felipe Massa      | Ferrari              | 90     |
| 8    | Romain Grosjean   | Lotus-Renault        | 87     |
| 9    | Jenson Button     | McLaren-Mercedes     | 60     |
| 10   | Nico Hülkenberg   | Sauber-Ferrari       | 39     |
| 11   | Paul di Resta     | Force India-Mercedes | 36     |
| 12   | Adrian Sutil      | Force India-Mercedes | 26     |
| 13   | Sergio Pérez      | McLaren-Mercedes     | 23     |
| 14   | Daniel Ricciardo  | Toro Rosso-Ferrari   | 18     |
| 15   | Jean-Éric Vergne  | Toro Rosso-Ferrari   | 13     |
| 16   | Esteban Gutiérrez | Sauber-Ferrari       | 6      |
| 17   | Pastor Maldonado  | Williams-Renault     | 1      |

| Pos. | Écurie               | Points |
| ---- | -------------------- | ------ |
| 1    | Red Bull-Renault     | 445    |
| 2    | Ferrari              | 297    |
| 3    | Mercedes             | 287    |
| 4    | Lotus-Renault        | 264    |
| 5    | McLaren-Mercedes     | 83     |
| 6    | Force India-Mercedes | 62     |
| 7    | Sauber-Ferrari       | 45     |
| 8    | Toro Rosso-Ferrari   | 31     |
| 9    | Williams-Renault     | 1      |

## Statistiques
Le Grand Prix du Japon 2013 représente :
- la 12e pole position de sa carrière pour Mark Webber[38] ;
- la 35e victoire de sa carrière pour Sebastian Vettel, sa cinquième consécutive[39] ;
- la 43e victoire pour Red Bull Racing en tant que constructeur[40] ;
- le 14e doublé pour Red Bull Racing en tant que constructeur[41] ;
- la 161e victoire pour Renault en tant que motoriste[42].

Au cours de ce Grand Prix :
- Renault bat le record de pole positions de Ferrari en tant que motoriste (209 pole positions)[43],[44] ;
- Fernando Alonso bat le record de points inscrits en championnat du monde, anciennement détenu par Michael Schumacher. Alonso a inscrit 1571 points contre 1566 points pour Schumacher[45].
- Esteban Gutiérrez, en se classant septième, inscrit ses premiers points en championnat du monde de Formule 1 (6 points). Il est le 322e pilote et 5e Mexicain à marquer des points[46] ;
- La France obtient son 300e podium en Formule 1[47] ;
- Emanuele Pirro (37 départs en Grands Prix entre 1989 et 1991, 3 points inscrits et quintuple vainqueur des 24 Heures du Mans) est nommé assistant des commissaires de course.